# Ана Никол Смит
Ана Никол Смит (енгл. Anna Nicole Smith), право име Вики Лин Хоган (Хјустон, 28. новембар 1967) била је америчка манекенка, глумица и телевизијска личност. Смит је први пут стекла популарност у часопису Плејбој када је 1993. освојила титулу Плејмејтера године. Моделирала је за модне компаније, укључујући Гeс, Х&М, Хедерет.
Умрла је у фебруару 2007. у хотелској соби у Холивуду на Флориди од последица случајног предозирања лековима на рецепт. У то време Ана је била у фокусу  извештавања штампе око смрти њеног сина Данијела и битке за очинство над њеном новорођеном ћерком Денилин Биркхед.

## Рани живот
Ана Никол Смит је рођена као Вики Лин Хоган 28. новембра 1967. у Хјустону, Тексас, као једина ћерка Вирџи Артур (1951–2018) и Доналда Хогана (1947–2009).   Када је била у деветом разреду, послата је да живи код своје тетке по мајци у Мехеји, Тексас. 

## Каријера
Смит је била представљена на насловној страни издања часописа Плејбој из марта 1992. као Вики Смит. 
Потписала је уговор да замени супермодел Клаудију Шифер у рекламној кампањи за фармерке Гес са серијом црно-белих фотографија. Током те кампање, преузела је псеудоним "Ана Никол". Године 1993. моделирала је за шведску компанију за одећу Х&М, што је довело до тога да њена слика буде приказана на великим билбордима у Шведској и Норвешкој.  

### Филм и телевизија
Док је Смит била успешна као модел, никада није наишла на исто признање или успех као глумица. Смит је добила већу улогу као Тања Питерс у филму Голи пиштољ 33⅓: Коначна увреда (1994), који је објављен седам дана након њеног првобитног дебија на филму. Њена улога кључног контакта са злочином донела јој је позитивне критике и филм је постигао успех на благајнама. Упркос публицитету за њен наступ у оба филма, ниједан није учинио много да унапреди њену глумачку каријеру.
Почетком 2000-их, имала је врло мало глумачких улога. Као резултат њене све веће популарности међу таблоидима и трачерским колумнистима, Смит је добила сопствени ријалити шоу на Е! кабловској мрежи. Емисија Ана Никол Шоу је премијерно приказана у августу 2002. године, постигавши највећи рејтинг кабловске за ријалити програм. На дан премијере серије била је седма годишњица смрти Џеј Хауарда Маршала . Серија је покушала да се фокусира на приватни живот Смита, њеног дечка/адвоката Хауарда Стерна, њеног сина Данијела Вејна Смита, њеног асистента Кимберли „Кими“ Волтер, њене минијатурне пудлице Шугар Пај. Емисија је отказана у јуну 2003, а последња епизода је премијерно приказана у октобру 2004. године.

## Лични живот
Удала се за Билија Вејна Смита, кувара у ресторану, 4. априла 1985. када је она имала седамнаест година. Родила му је сина Данијела Смита 22. јануара 1986.  Смит и њен муж су се затим раздвојили следеће године, развели су се 1993. године. 
Док је наступала у стриптиз клубу у Хјустону у октобру 1991. године, Ана је упознала 86-годишњег нафтног тајкуна Хауарда Маршала. Током њихове двогодишње афере, Маршал је китио Ану скупим поклонима и неколико пута је тражио од ње да се уда за њега.  27. јуна 1994. Смит и Маршал су се венчали у Хјустону,  што је резултирало спекулацијама да се она удала за њега због његовог новца .  Она је тврдила да је волела Маршала и да јој године нису биле важне. 4. августа 1995. године, тринаест месеци након брака са Смитом, Маршал је умро у Хјустону у 90. години.

### Суђење због наследства
Иако Ана није била у Маршаловом тестаменту, она је тврдила да јој је у замену за брак, Маршал усмено обећао половину своје имовине, која се првенствено састојала од 16% удела у његовој компанији, тада вредној 1,6 милијарди долара. Смитов посинак Е. Пирс Маршал оспорио је ту тврдњу. 

Дана 20. јуна 2006. Е. Пирс Маршал је умро у 67. години од инфекције.  Његова удовица, Елејн Тетемер Маршалводила је случај у име његовог имања. Након Анине смрти 2007. године, случај је настављен у име Анине мале кћерке, Даниелин Биркхеад.  У марту 2010. жалбени суд је потврдио пресуду којом се Смитовој забрањује улазак на имање.  Након одлуке, адвокати Аниног имања су уложили жалбу на одлуку целом Деветом округу. Дана 6. маја 2010. жалба је одбијена.  Дана 28. септембра 2010. Врховни суд је пристао да саслуша предмет. 

### Зависности
Смит је наводно била зависник од лекова на рецепт.   Психијатар је рекао да је упознао Ану у априлу 2006. у медицинском центру у Лос Анђелесу и рекла да је Смит имала гранични поремећај личности. 

### Рођење ћерке
Смит је 1. јуна 2006. објавила своју трудноћу у видео снимку на свом званичном сајту. 
Смитова ћерка, Даниелин рођена је 7. септембра 2006. у Њу Провиденсу, на Бахамима .  У интервјуу на ЦНН  након смрти Аниног сина, њен дугогодишњи лични адвокат, Хауард Стерн, рекао је да су он и Ана били у вези "веома дуго" и да је због времена трудноће, био је уверен да је он отац бебе.  Фотограф Лари Биркхед тврдио је да је он бебин отац и поднео је тужбу за утврђивање очинства, што се испоставило као тачно ДНК анализом.  У бахамском изводу из матичне књиге рођених отац је забележен као Стерн. 

### Смрт сина
Анин 20-годишњи син, Данијел Вејн Смит, умро је 10. септембра 2006. у болничкој соби своје мајке када их је посетио након рођења његове полусестре. Обдукцијом је утврђено да је преминуо од комбинације лекова, укључујући метадон и антидепресиве. Бахамска порота је утврдила да је Данијел умро од случајног предозирања дрогом.   

## Смрт и сахрана
Поподне 8. фебруара 2007. Смит је пронађена да не реагује у соби 607 у хотелу Семиноле Хард Рок Хотел &amp; Касино у Холивуду, Флорида .    У званичном извештају се наводи да се не сматра да је њена смрт настала услед убиства, самоубиства или природних узрока.   Поред тога, званична копија извештаја о обдукцији је јавно објављена 26. марта 2007. и може се наћи на интернету. 
Анина сахрана одржана је 2. марта 2007. на Бахамима. 

## Наступи

### Филмографија
| Година | Наслов                           |
| ------ | -------------------------------- |
| 1994   | Велики скок                      |
| 1994   | Голи пиштољ 33⅓: Последња увреда |
| 1995   | До границе                       |
| 1996   | Небодер                          |
| 1998   | Ана Никол Смит: Разоткривено     |
| 2003   | Васаби туна                      |
| 2007   | Илегални странци                 |

### Телевизија
| Година    | Наслов                                |
| --------- | ------------------------------------- |
| 1995      | Гола истина                           |
| 1998      | Син Цити Спецтацулар                  |
| 1999      | Вероникин ормар                       |
| 1999      | Али Мекбил                            |
| 2000      | НИУК                                  |
| 2002–2004 | Шоу Ане Никол                         |
| 2005      | Комеди Централ Роаст Памеле Андерсон  |
| 2005      | Комеди Централ Роаст Џефа Фоксвортија |
| 2007      | Ларри Кинг уживо                      |

| Година | Песма                    | Уметник       |
| ------ | ------------------------ | ------------- |
| 1993   | Хоћеш ли ме волети сутра | Брајан Фери   |
| 1997   | Моје срце припада тати   | Мерилин Монро |
| 1997   | Ти победиш, ја губим     | Супертрамп    |
| 1998   | Скакач                   | 3. слепо око  |
| 2004   | Нови план вежбања        | Кање Вест     |

## У популарној култури
Ана Никол, опера Марка Ентонија о Ани, премијерно је изведена 17. фебруара 2011. у Краљевској опери, уз различите критике.   